# Greg Haver
Greg Haver je britský hudební producent. Mezi jeho nejznámější práce patří produkce několika alb velšské skupiny Manic Street Preachers: Know Your Enemy (2001), Lifeblood (2004) a Send Away the Tigers (2007). Rovněž se podílel na sólových albech členů této skupiny: The Great Western (James Dean Bradfield, 2006) a I Killed the Zeitgeist (Nicky Wire, 2006). Během své kariéry spolupracoval i s dalšími hudebníky, mezi které patří například skupina Catatonia, Super Furry Animals, Bullet for My Valentine nebo popová zpěvačka Melanie C. Rovněž natočil singl s českou rockovou skupinou Chinaski.